# Shamgarh
Shamgarh è una suddivisione dell'India, classificata come nagar panchayat, di 21.455 abitanti, situata nel distretto di Mandsaur, nello stato federato del Madhya Pradesh. In base al numero di abitanti la città rientra nella classe III (da 20.000 a 49.999 persone).

## Geografia fisica
La città è situata a 24° 10' 60 N e 75° 37' 60 E e ha un'altitudine di 458 m s.l.m..

## Società

### Evoluzione demografica
Al censimento del 2001 la popolazione di Shamgarh assommava a 21.455 persone, delle quali 11.230 maschi e 10.225 femmine. I bambini di età inferiore o uguale ai sei anni assommavano a 3.232, dei quali 1.669 maschi e 1.563 femmine. Infine, coloro che erano in grado di saper almeno leggere e scrivere erano 14.898, dei quali 8.901 maschi e 5.997 femmine.